# Sándor Garbai
Sándor Garbai, né le 27 mars 1879 à Kiskunhalas, et mort le 7 novembre 1947 à Paris, est un homme d'État hongrois.

## Biographie
Il est chef du gouvernement de la République des conseils de Hongrie du 21 mars au 1er août 1919, avec le poste de président du directoire du Conseil révolutionnaire de gouvernement. Il n'exerce que peu d'influence, le chef de facto de l'État étant le ministre communiste des Affaires étrangères Béla Kun.
Arrêté par les troupes roumaines après la chute de la république des conseils, il est détenu à Cluj d'où il s'évade pour rejoindre la Tchécoslovaquie et s'installe à Bratislava. Il ouvre un restaurant à Vienne puis, ayant fait faillite, il retourne à Bratislava en 1934 avant de partir quatre ans plus tard pour Paris, où il meurt en 1947.

## liens externes
- Notices d'autorité :   - VIAF
  - ISNI
  - LCCN
  - GND
  - Norvège
  - WorldCat